# Salvator am Wienerfeld

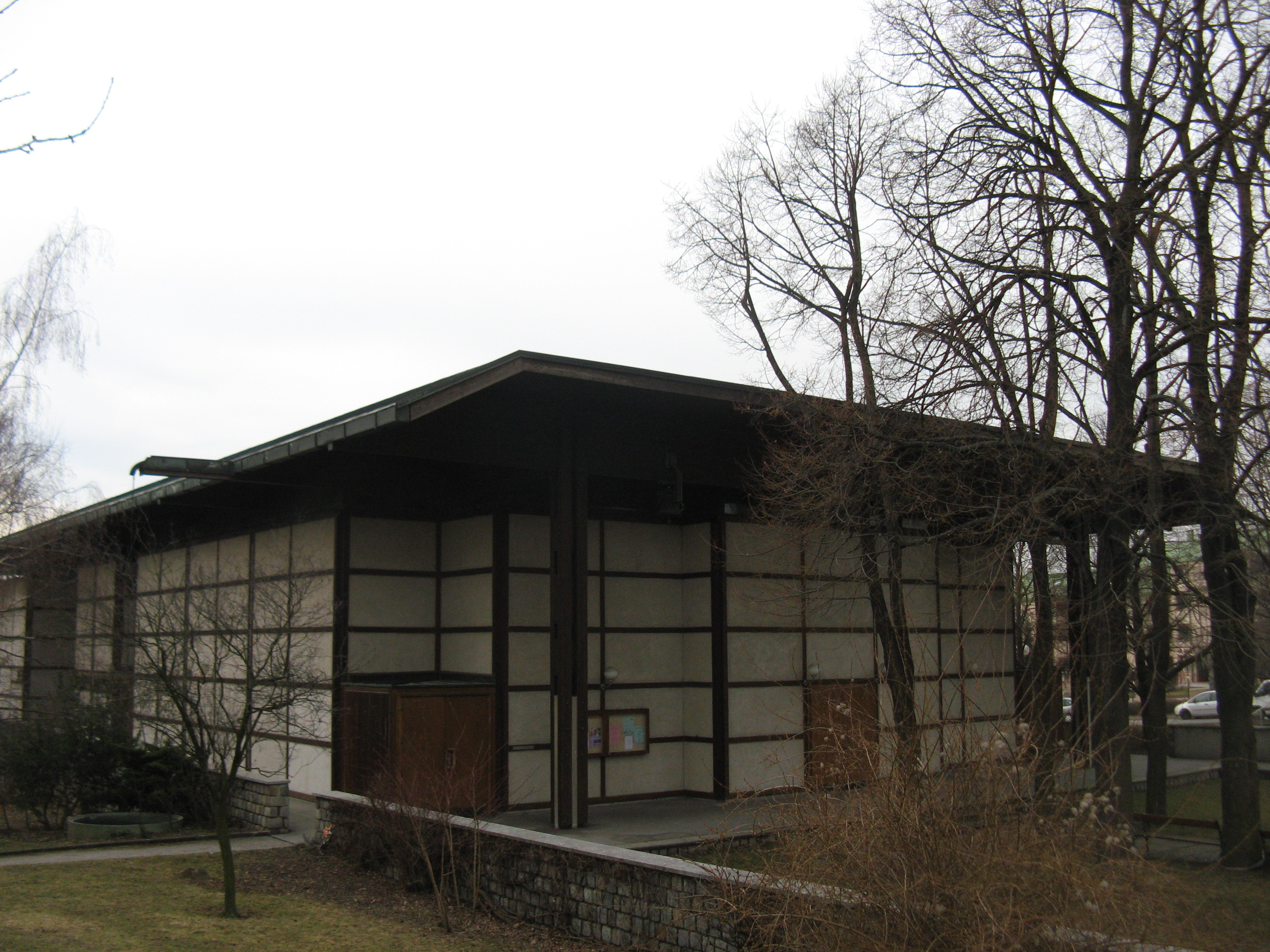
Filialkirche Salvator am Wienerfeld von Norden

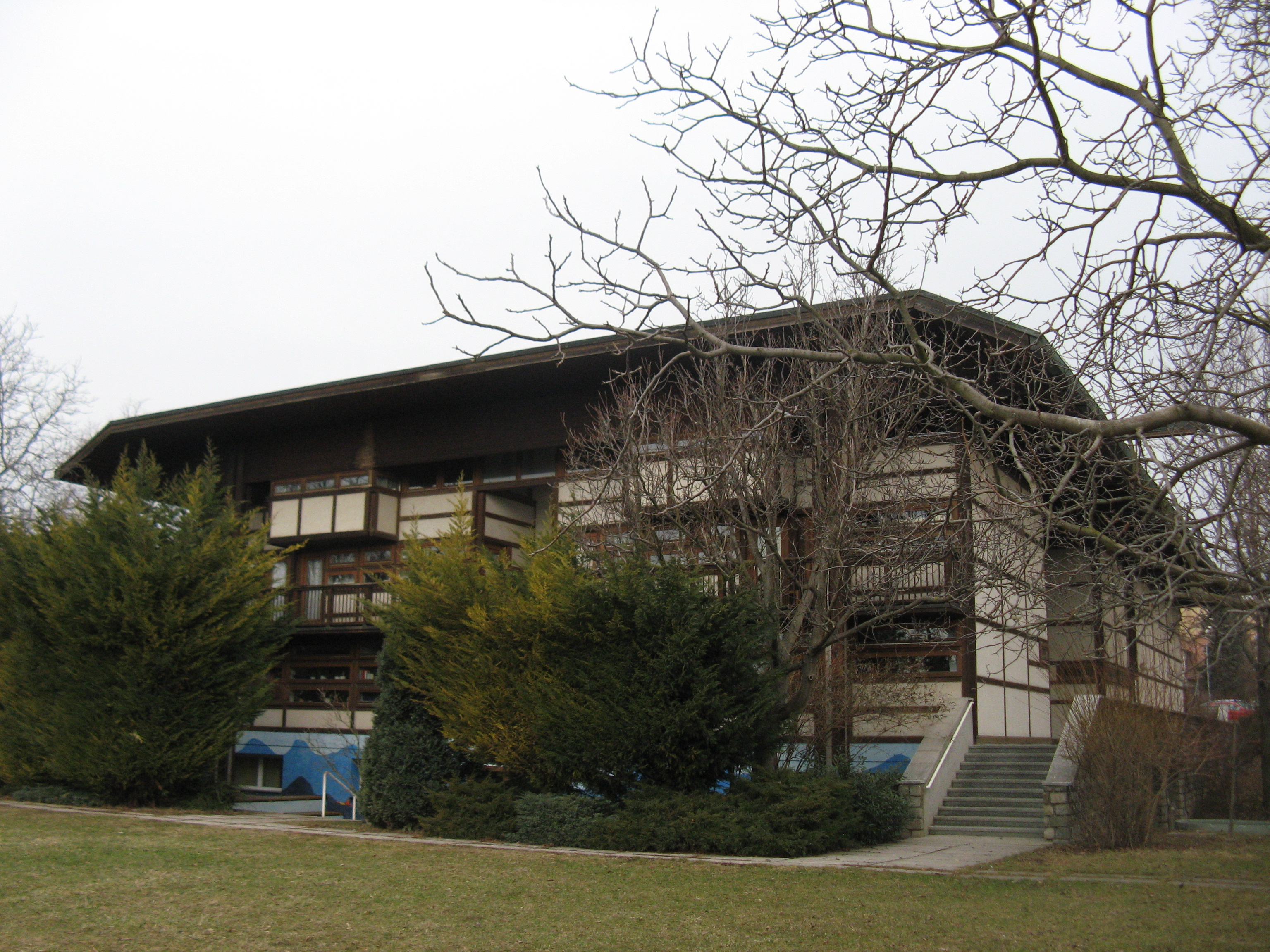
Filialkirche Salvator am Wienerfeld von Süden

Salvator am Wienerfeld nennt sich eine römisch-katholische Filialkirche im 10. Wiener Gemeindebezirk Favoriten. Sie befindet sich Ecke Neilreichgasse/Wienerfeldgasse am Rande der Wienerfeldsiedlung am Südhang des Wienerberges.

## Geschichte
Innerhalb der Wienerfeldsiedlung wurde 1962 eine Notgottesdienststätte in einem ehemaligen Pferdestall der Wienerberger Ziegelwerke eingerichtet, ab 1970 nützte man dann einen Versammlungsraum in einer Wohnhausanlage für Gottesdienste. Die Pfarrkirche Salvator am Wienerfeld wurde 1978/79 nach Plänen des Architekten Johannes Spalt errichtet und von Erzbischof-Koadjutor Franz Jachym eingeweiht. Pfarre und Kirche, die zum Stadtdekanat 10 gehören, wurden von Salvatorianern betreut. Die Pfarre umfasst derzeit rund 3200 Gemeindemitglieder. Am 1. September 2015 wurde die Pfarre aufgehoben und das Pfarrgebiet der Pfarre Christus am Wienerberg zugeschlagen. Seither ist die Kirche eine Filialkirche der Pfarre Christus am Wienerberg.

## Kirchenbau
Der Kirchenbau besitzt keinen Turm und vereinigt unter einem großen Dach Kirche und Pfarrhaus. Die Außenansicht wird durch eine Holzständerkonstruktion (mit hell verputzten Betonsteinen ausgefacht), einem umlaufenden Fensterband und einem schirmartig vorkragenden Flachdach bestimmt. Das annähernd quadratische Innere der Kirche zeigt die hölzerne Tragkonstruktion und besitzt eine einheitliche Einrichtung. In der Kirche befindet sich ein Triptychon von Herbert Boeckl mit der Hymne an Maria (1934) in der Mitte, Bilder der Heiligen Stephanus und Johannes Nepomuk an den Flügeln innen (1943) und Noli me tangere (1944/45) außen. Die Orgel stammt ursprünglich von Michele Dacci aus dem Jahr 1741 und wurde 1984 umgebaut. Sie hat nicht die im 19. Jahrhundert üblich gewordene Gleichschwebende Stimmung.

## Musik
- Wienerfelder Messe (von Thomas Raber), RATOM-Edition, Wien 2006[1]